# Harvest (film fra 2024)
 For alternative betydninger, se Harvest. (Se også artikler, som begynder med Harvest)
Harvest er en film fra 2024 af Athina Rachel Tsangari.

## Medvirkende
- Caleb Landry Jones som Walter Thirsk
- Harry Melling
- Rosy McEwen
- Arinzé Kene
- Thalissa Teixeira
- Frank Dillane